# روبن يالتشين
روبن يالتشين (بالتركية: Robin Yalçın؛ بالألمانية: Robin Yalçın) هو لاعب كرة قدم ألماني وتركي في مركز الوسط، ولد في 25 يناير 1994 في دغندورف في ألمانيا. شارك مع منتخب ألمانيا الوطني لكرة القدم تحت 15 سنة ‏ ومنتخب ألمانيا تحت 16 سنة لكرة القدم ومنتخب ألمانيا تحت 17 سنة لكرة القدم ومنتخب ألمانيا تحت 18 سنة لكرة القدم ومنتخب ألمانيا تحت 19 سنة لكرة القدم ومنتخب ألمانيا تحت 20 سنة لكرة القدم. أما مع النوادي، فقد لعب مع تشايكور ريزه سبور ونادي شتوتغارت.

## وصلات خارجية
- روبن يالتشين على موقع الاتحاد الدولي (مؤرشف)  (الإنجليزية)
- روبن يالتشين على موقع الاتحاد الأوربي (الإنجليزية)
- روبن يالتشين على موقع اتحاد تركيا (لاعب) (الإنجليزية)
- روبن يالتشين على موقع قاعدة بيانات كرة القدم.إي يو (الإنجليزية)
- روبن يالتشين على موقع بيانات كرة القدم. دي إي (الألمانية)
- روبن يالتشين على موقع Soccerway.com (الإنجليزية)
- روبن يالتشين على موقع عالم كرة القدم.نت (الإنجليزية)
- روبن يالتشين على موقع AS.com (الإسبانية)